# ボルハ・ガルセス
ボルハ・ガルセス・モレノ（Borja Garcés Moreno , 1999年8月6日 - ）は、スペイン・メリリャ出身のサッカー選手。セグンダ・ディビシオン・エルチェCF所属。ポジションはFW。

## クラブ経歴
1999年に地中海を隔てたアフリカ大陸・モロッコに囲まれた飛び地メリリャで生まれる。地元チームの下部組織を経て2016年にアトレティコ・マドリードのカンテラに入所。2018年に傘下のアトレティコ・マドリードBに昇格。Bチームでプロデビューを飾った後、9月15日のSDエイバル戦のメンバーに招集。0-1で敗色濃厚の展開で後半追加タイムに途中起用され、追加タイム4分の場面で、起死回生のラ・リーガ初出場初ゴールを記録。センセーショナルなプロデビューを飾ったことで『フェルナンド・トーレスの再来』として注目を集める。2019年1月15日には2022年までの契約を締結した。
2021年1月15日、セグンダ・ディビシオンのCFフエンラブラダに2020-21シーズン終了までの契約でレンタルされた。加入の翌日に行われたコパ・デル・レイのレバンテUD戦でデビューすると、後半20分に同点弾を挙げて移籍後初ゴールを決めた。以降、センターフォワードのポジションでレギュラーに定着し、加入後のフエンラブラダの全試合となる22試合に出場して7ゴールを記録した。
2021年8月12日、2021-22シーズンはCDレガネスにレンタル移籍することが発表された。
2022年7月20日、CDテネリフェへの1シーズンのレンタル移籍が決定した。
2023年9月1日、2023-24シーズンの間はエルチェCFへレンタル移籍することが決定した。